# (7296) Lamarck
(7296) Lamarck es un asteroide que forma parte del cinturón de asteroides y fue descubierto el 8 de agosto de 1992 por Christian Pollas y Eric Walter Elst desde el Sitio de observación de Calern, en Caussols, Francia.

## Designación y nombre
Lamarck fue designado al principio como 1992 PW1.
Más tarde, en 1997, se nombró en honor del naturalista francés Jean-Baptiste Lamarck (1744-1829).

## Características orbitales
Lamarck está situado a una distancia media del Sol de 2,311 ua, pudiendo alejarse hasta 2,423 ua y acercarse hasta 2,199 ua. Su inclinación orbital es 1,563 grados y la excentricidad 0,04849. Emplea en completar una órbita alrededor del Sol 1283 días. El movimiento de Lamarck sobre el fondo estelar es de 0,2806 grados por día.

## Características físicas
La magnitud absoluta de Lamarck es 14.